# Texto Editora
A Texto Editora é uma editora portuguesa, integrada no grupo editorial Leya, voltada ao mercado de livros didáticos. Fundada em Lisboa, em Abril de 1977, é considerada uma das maiores editoras de Portugal, com empresas no Brasil, Angola, Cabo Verde, Moçambique,  e Espanha.